# Kajetan Broniewski

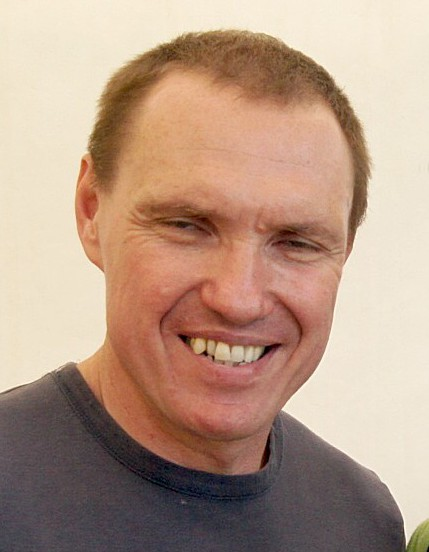
Kajetan Broniewski 2012

Kajetan Tomasz Broniewski (* 6. März 1963 in Zabrze) ist ein ehemaliger polnischer Ruderer, der bei den Olympischen Spielen 1992 die Bronzemedaille im Einer gewann.
Bei den Junioren-Weltmeisterschaften 1981 gewann der für AZS Warszawa startende Broniewski den Titel im Einer. In der Saison 1982 fuhr Broniewski gemeinsam mit Piotr Tobolski im Doppelzweier, die beiden belegten den sechsten Platz bei den Weltmeisterschaften. Ab 1983 startete Broniewski international bis 1994 ausschließlich im Einer. Bei Weltmeisterschaften belegte er 1983 den sechsten Platz und 1985 den siebten Platz. Bei seiner ersten Olympiateilnahme 1988 in Seoul erreichte Broniewski den fünften Platz. Bei den Weltmeisterschaften 1989 und 1990 war Broniewski jeweils Vierter, bevor er 1991 in Wien hinter Thomas Lange und Václav Chalupa die Bronzemedaille erkämpfte. Lange vor Chalupa und Broniewski war auch der Zieleinlauf im Einer-Finale der Olympischen Spiele 1992 in Barcelona. Nachdem sich Broniewski 1993 nicht für das A-Finale bei den Weltmeisterschaften qualifizieren konnte beendete, er seine Karriere. 1996 gab der 1,87 m große Broniewski noch einmal ein kurzes Comeback im Doppelzweier. Zusammen mit dem elf Jahre jüngeren Adam Korol fuhr er auf den dreizehnten Platz bei den Olympischen Spielen 1996.